# Karlbergsbron
Ej att förväxla med Gamla Karlbergsbron, nu ersatt av Ekelundsbron.

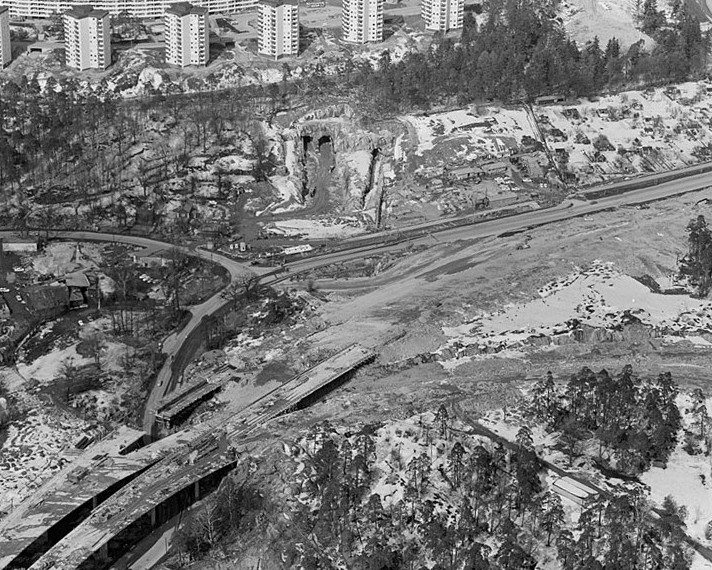
Karlbergsbron under uppförande 1970.

Karlbergsbron är en motorvägsbro och en del av Essingeleden. Bron leder över Karlbergskanalen, mellan Stockholm i söder och Solna i norr. Bron utgör Essingeledens nordligaste bro och övergår mot norr i Pampas trafikplats. Karlbergsbron är en del av  Pampas trafikplats. Båda invigdes samtidigt på 1970-talet.

## Historik
Nuvarande Karlbergsbron ligger ett 100-tal meter väster om Ekelundsbron. Karlbergsbron består av två parallella högbroar, som delar upp sig i fyra separata viadukter norr om Karlbergskanalen. Den västra delen är 510 meter lång och har 17 spann, den östra delen är 560 meter lång och har 19 spann. Den bärande konstruktionen är utförd som kontinuerligt spännarmerade balkbroar, där tvärsnittet liknar en låda, d.v.s. bron är ihålig.
Segelfria höjden över kanalen är 16,8 meter. Den stora segelfria höjden var dock inte projekterad för passage av höga fartyg in i Karlbergskanalen utan har med Essingeledens höga läge att göra. Passage för fartyg bestäms av Ekelundsbron, vars segelfria höjd är 5,1 meter. I stället för att ge bron ett helt nytt namn tog man namnet Karlbergsbron från den låga bro som går över Karlbergskanalen och döpte om den låga bron till Ekelundsbron. Namnändringen föregicks av diskussioner där namnberedningen i Stockholm menade att man borde låta den ursprungliga låga Karlbergsbron behålla sitt namn och istället ge den höga bron namnet Hornsbergsbron. 
Borgarrådet för Stadsbyggnads- och Storstockholmsroteln, Nils Hallerby, tog tillsammans med Solna kommun, i april 1967, det slutgiltiga beslutet att namnändringen trots allt skulle ske.

## Bilder

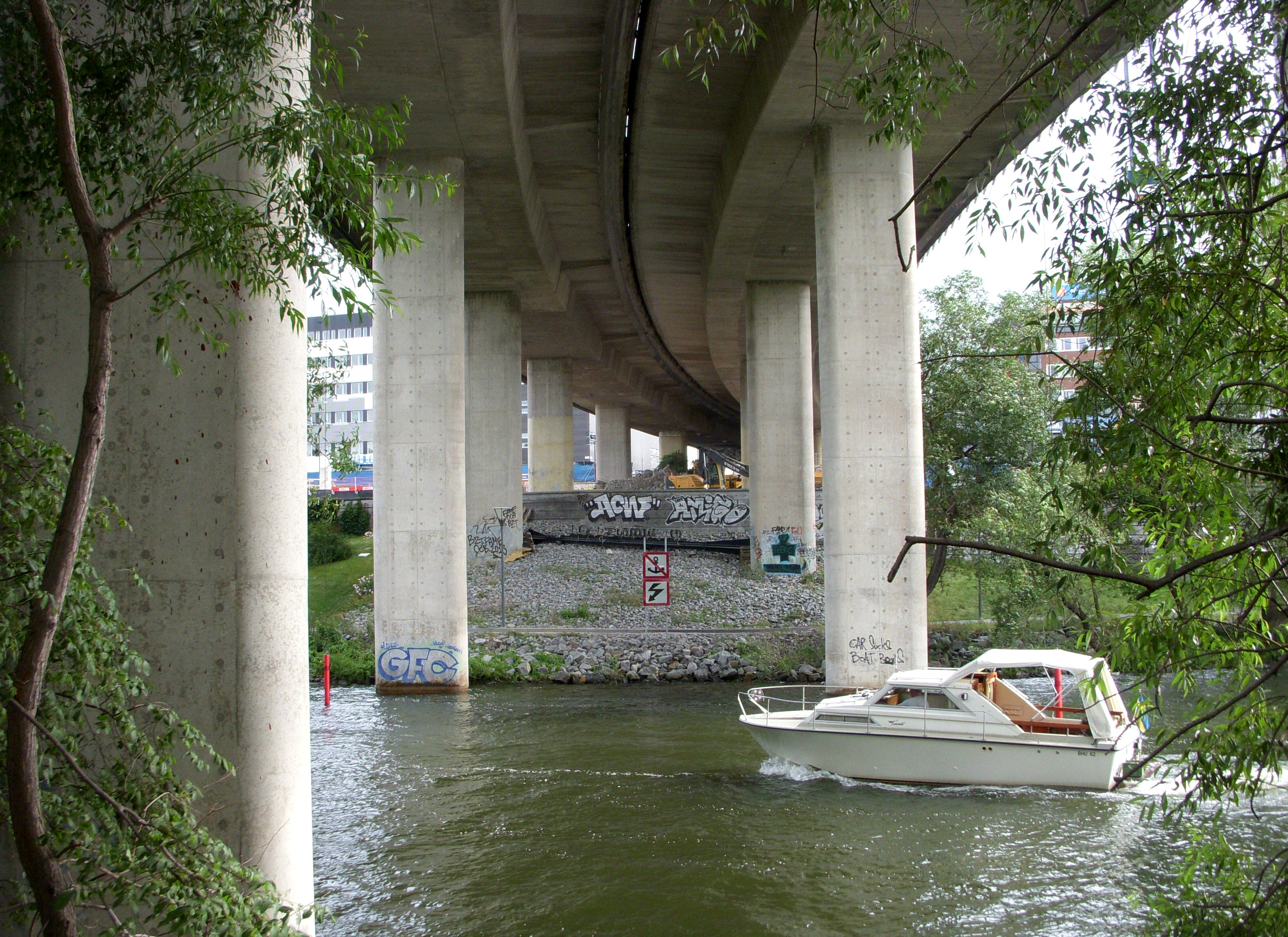
Vid Karlbergskanalen
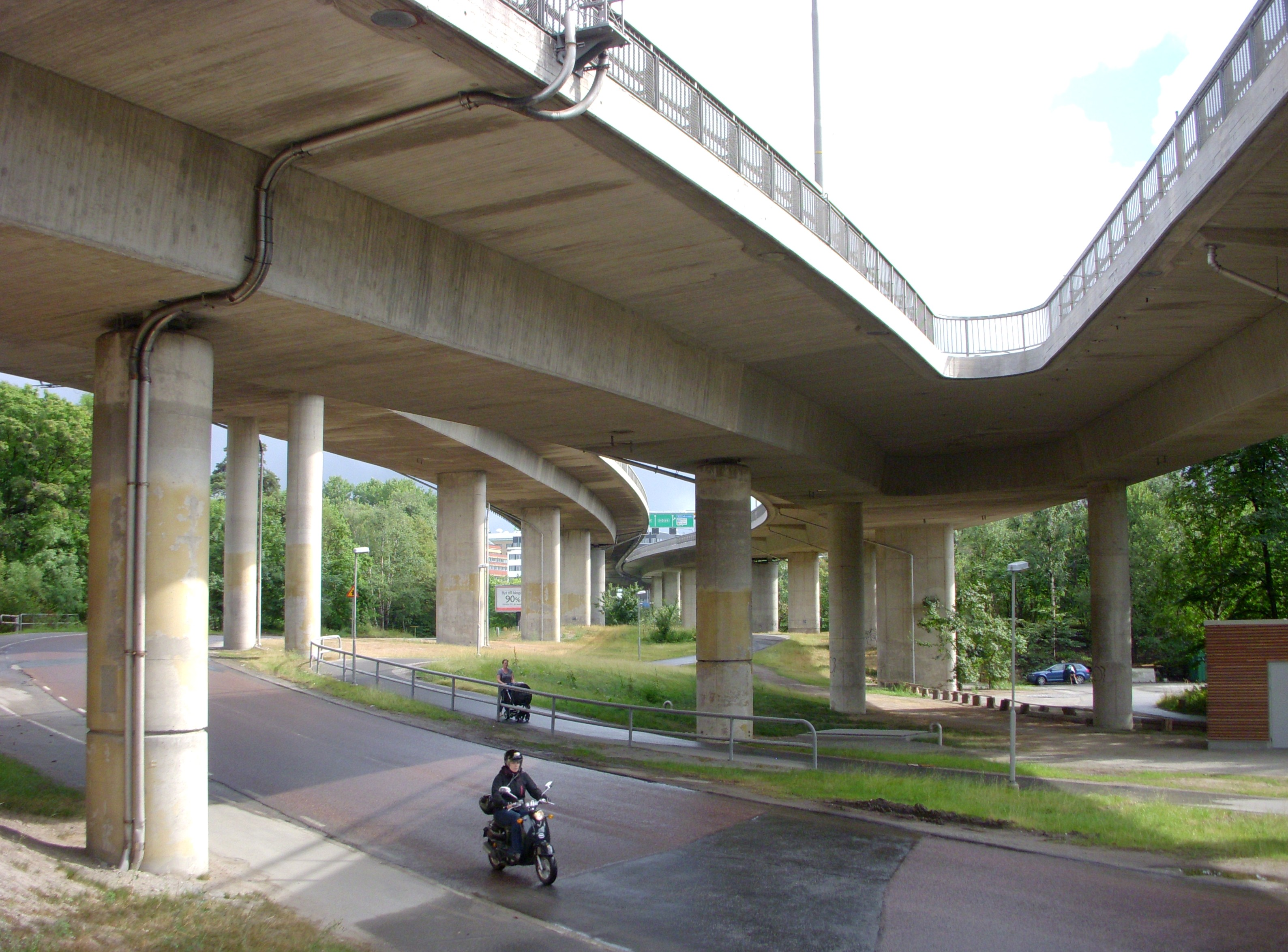
Vy mot söder
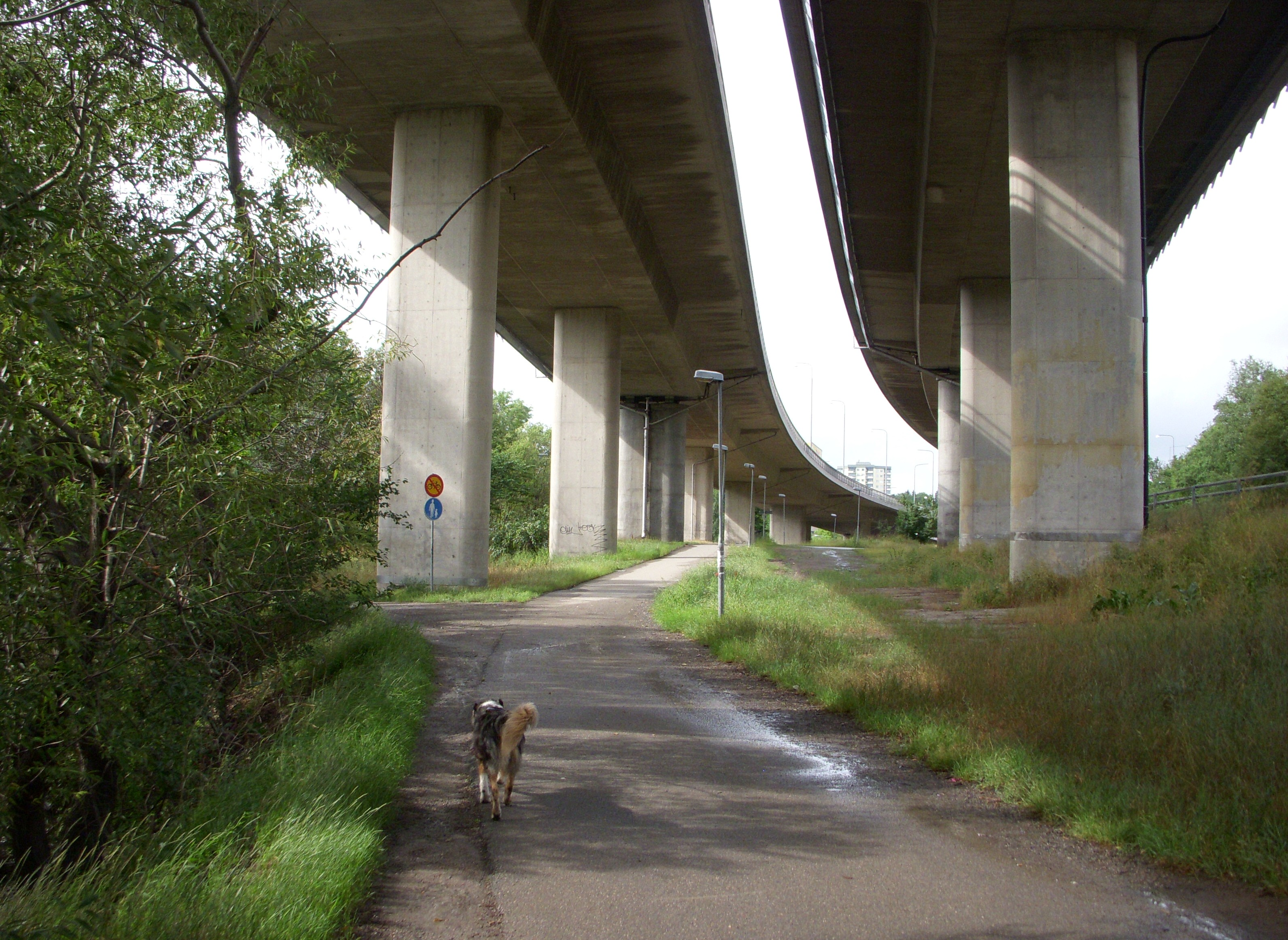
Vy mot norr
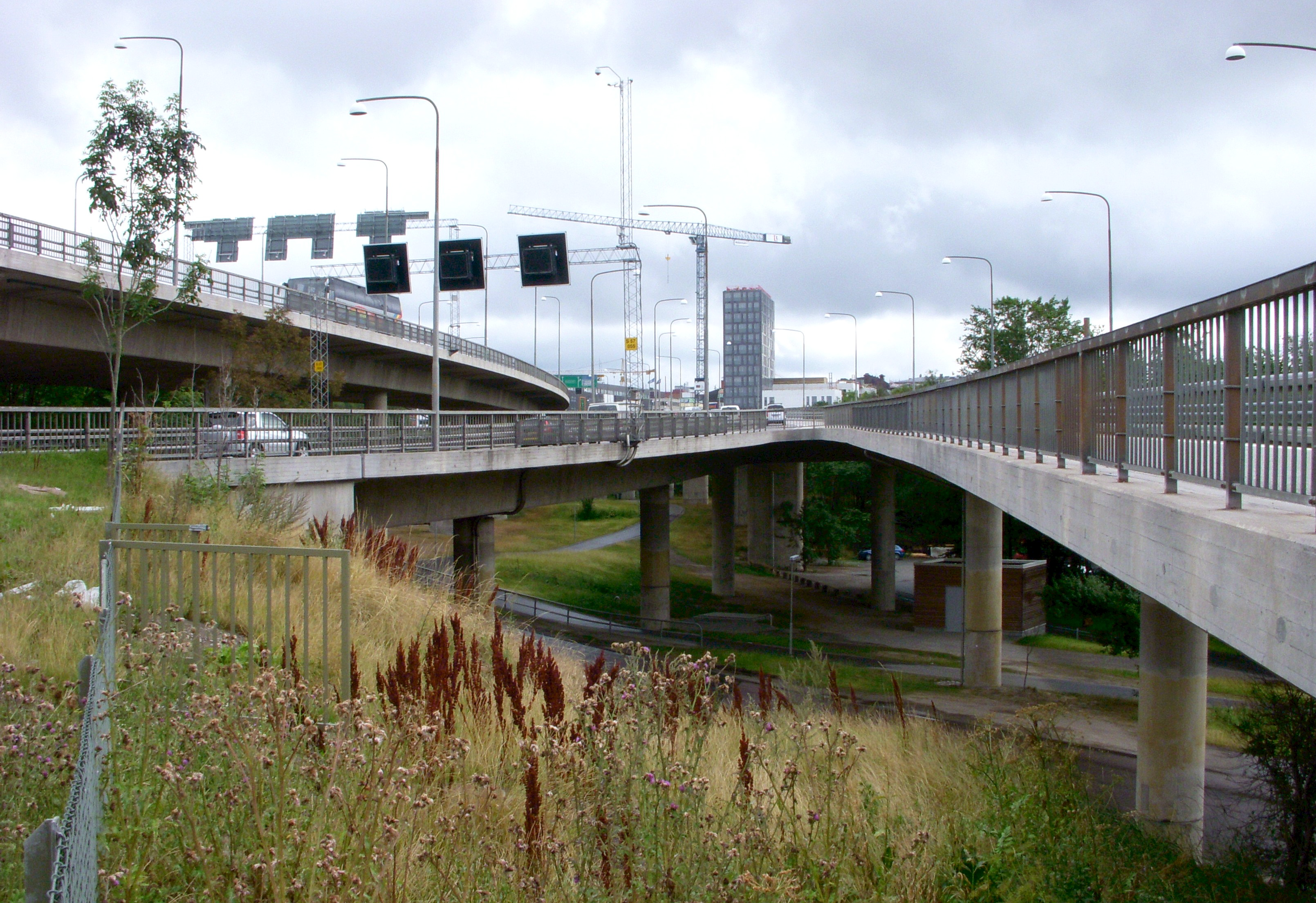
Essingeleden mot söder